# プサムテク3世
プサムテク3世（エジプト語：ꜥnḫ-kꜣ-n-Rꜥ Psmṯk、Psamâṯək）は、古代エジプト第26王朝の最後のファラオ（在位：紀元前526年 – 紀元前525年）。父・アマシス2世の後継者で、エジプトがペルシアに征服されるまでの在位期間はわずか6ヶ月であった。プサムテクはペルシウムの戦いでカンビュセス2世率いるペルシア軍に敗れ、エジプトはアケメネス朝の属州となった。退位したプサムテクはスーサに運ばれ、後に自害した。

## 生涯

### 家族
プサムテクは、ファラオであったアマシス2世とその妻の一人であるテントケタ王妃の息子として生まれた。
紀元前526年、父・アマシスが約44年の長い治世の末に亡くなった後、その跡を継いでファラオとなった。紀元前5世紀のギリシアの歴史家・ヘロドトスによると、プサムテクにはアマシスという名の息子と、史料には名前が残っていない妻と娘がいたとされている。

### 治世と敗走
プサムテクがエジプトを統治した期間は、わずか6ヶ月であった。戴冠式の数日後、テーベに雨が降った。これは珍しい出来事で、一部のエジプト人はこれを悪い前兆と解釈し、恐怖を抱いた。
若くて経験不足のプサムテクは、侵略してきたペルシア軍に対抗することができなかった。カンビュセス2世率いるペルシア軍がアラビア人の助けを受けてシナイ半島を越えると、紀元前525年の春、エジプト東部辺境の都市ペルシウム付近でペルシウムの戦いが勃発した。エジプト軍はペルシウムで敗れ、プサムテクは味方の一人であるハリカルナッソスのファネスに裏切られた。その結果、プサムテクとその軍隊はメンフィスに撤退した。ペルシア軍は長い包囲の末にメンフィスを占領し、プサムテクを捕らえた。

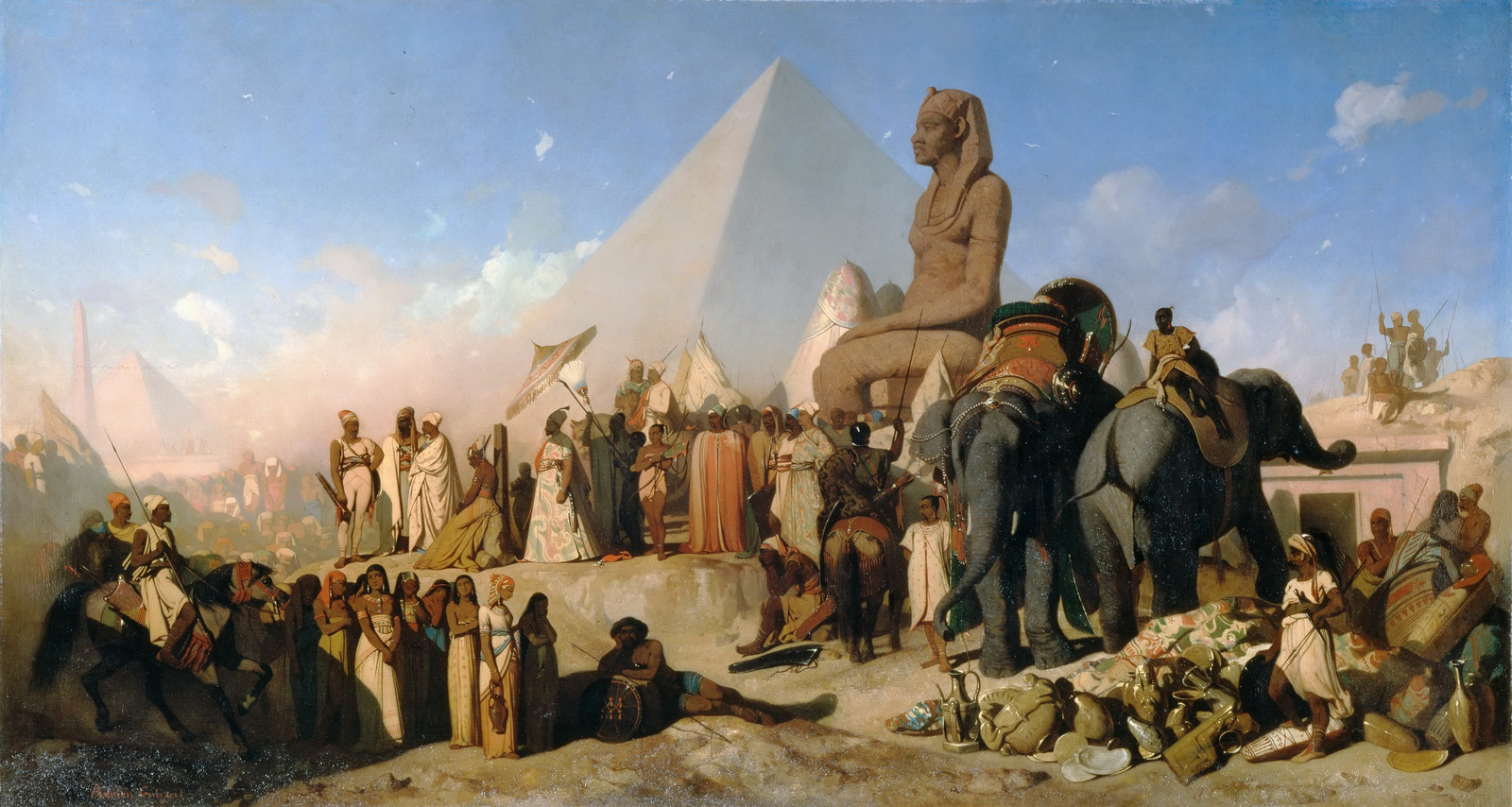
カンビュセス2世とプサムテク3世の会談

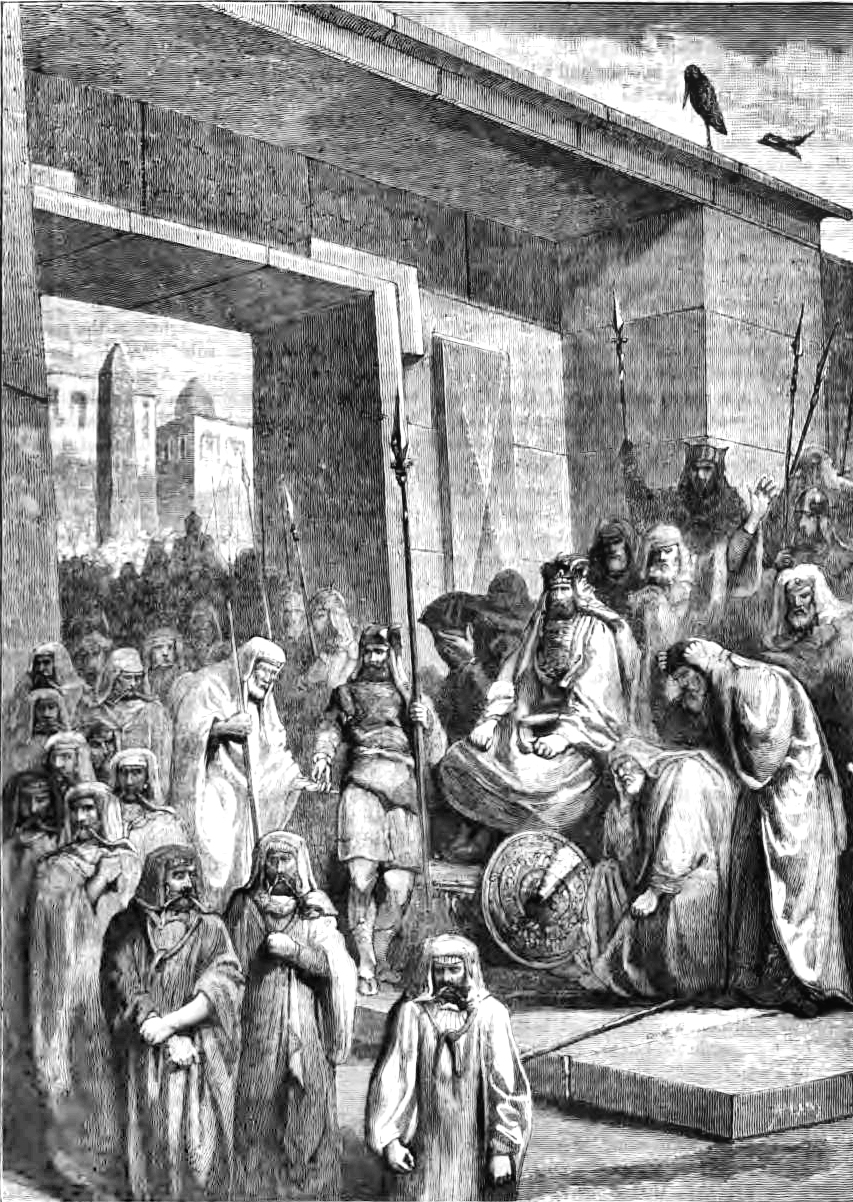
カンビュセス2世に降伏するプサムテク3世（19世紀の図版）

### 拘束と自害
その後、カンビュセスはプサムテクの息子を含む主要市民2000人の公開処刑を命じた。プサムテクの娘とすべてのエジプト人貴族の娘は奴隷にされた。プサムテクの息子と貴族の息子2000人は、ペルシア大使とその船の乗組員200人を殺害された報復として、死刑を宣告された。かつてファラオの友人であった老人は乞食にされた。これらの人々は、プサムテクの前に連れてこられ、その反応を試されたが、彼は乞食の状態を見て初めて動揺した。プサムテクは乞食に同情したため助命されたが、その息子は既に処刑されていた。退位したプサムテクは、ペルシア王の側近として生きるために育てられた。
その後、プサムテクはエジプト人と反乱を起こそうとした。ヘロドトスによると、反乱がカンビュセスに知られると、プサムテクは牛の血を飲み、直ちに死んだ。